# 夜御殿
夜御殿（よるのおとど）は、平安京の内裏・清涼殿の天皇の寝所である。

## 概要
清涼殿の身屋であり、昼御座（ひのおまし）の北、二間（ふたま）の西、萩戸（はぎのと）・藤壺上御局（ふじつぼのうえのみつぼね）の南、朝餉間（あさがれいのま）の東2間4方。
南面に大妻戸（またはたたき戸）があり、その左右は壁、東西両面とも北よりの1間が妻戸、南よりの1間はともに壁、北面は2間とも妻戸、帳は枕の方（東）に厨子2つ、あとの方に鏡掛があり、衣架も立てられた。
繧繝縁（うんげんべり）の畳2枚を並べ敷き、さらにその上に1枚を敷き、座となし、壁代をかけた東南の厨子に神璽・神剣を覆に入れて奉安し、帳の南・西・北は畳を敷き、女房の座とした。
四隅の燈火は終夜、消えないように注意し、蔵人が非蔵人に注油（あぶらそそぎ）をもたせ、たたき戸をあけ、非蔵人を戸の下に立たせ、巽角から始め、艮角で終わるように注し、帳の東、すなわち枕許を通らなかったという。
板敷の下は湿気を取るために3尺ほど掘り下げたという。